# Murkelparken

Murkelparken är en kvarterspark i Norby, Uppsala. Parken fick sitt namn 1962 när området började döpas med temat svampar. Parken var den första temalekplatsen i Uppsala som nyinvigdes den 8 juni 2010, med namnet I Målarens Trädgård. Temat är inspirerat från barnboken Linnea i målarens trädgård.

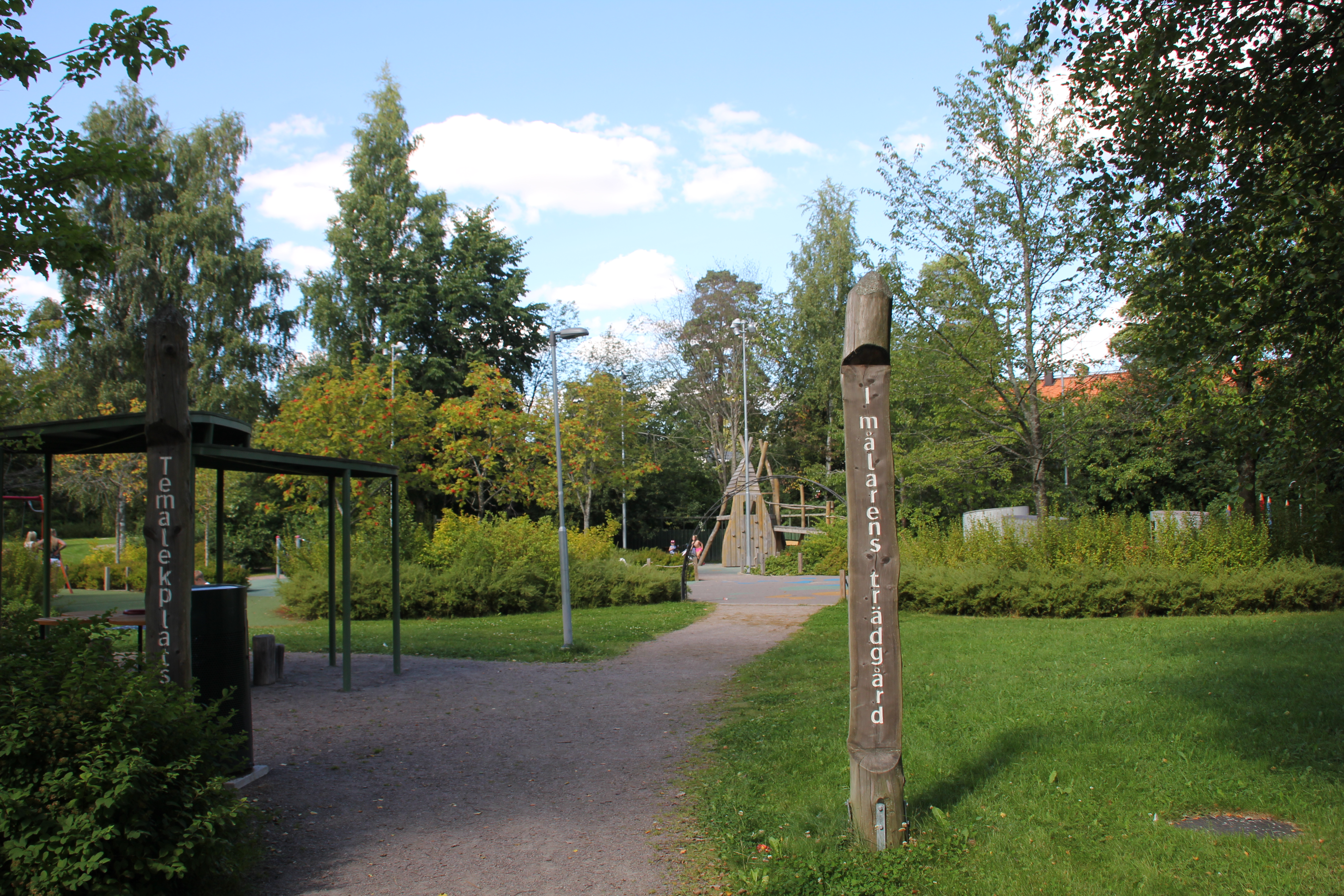
Murkelparken, entré 2016